# Grootmeester van de Orde van de Tempeliers
Dit is een lijst van grootmeesters van de Orde van de Tempeliers. 

## Lijst met grootmeesters
| #  | Wapen | Naam                         | Periode     |
| -- | ----- | ---------------------------- | ----------- |
| 1  |       | Hugo van Payns               | (1120-1136) |
| 2  |       | Robert de Craon              | (1136-1149) |
| 3  |       | Evrard des Barres            | (1150-1152) |
| 4  |       | Bernard de Tremelay †        | (1152-1153) |
| 5  |       | André de Montbard            | (1153-1156) |
| 6  |       | Bertrand de Blanchefort      | (1156-1169) |
| 7  |       | Philippe van Nablus          | (1169-1170) |
| 8  |       | Odo van Saint-Amand-les-Eaux | (1170-1179) |
| 9  |       | Arnoud van Torroja           | (1179-1184) |
| 10 |       | Geraard van Ruddervoorde †   | (1184-1189) |
| 11 |       | Robert van Sablé             | (1191-1193) |
| 12 |       | Gilbert Erail                | (1194-1200) |
| 13 |       | Philippe du Plaissis         | (1201-1209) |
| 14 |       | Willem van Chartres          | (1210-1219) |
| 15 |       | Peter de Montaigu            | (1219-1232) |
| 16 |       | Armand de Périgord           | (1232-1244) |
| 17 |       | Richard de Bures             | (1244-1247) |
| 18 |       | Willem van Sonnac †          | (1247-1250) |
| 19 |       | Reinoud de Vichiers          | (1250-1256) |
| 20 |       | Thomas Bérard                | (1256-1273) |
| 21 |       | Willem van Beaujeu †         | (1273-1291) |
| 22 |       | Thibaud Gaudin               | (1291-1293) |
| 23 |       | Jacques de Molay             | (1292-1314) |